# Hvis er Barnet?
Hvis er Barnet? er en dansk stumfilm fra 1918, der er instrueret af Lau Lauritzen Sr. efter manuskript af Jean Hirschberg og Carl Gandrup.

## Handling
Denne artikel mangler et handlingsreferat. Hjælp os med at skrive det.